# Incontri ufficiali della nazionale maschile di calcio della Francia dal 2001
Questa è la cronologia completa delle partite ufficiali della Nazionale di calcio della Francia dal 2001 a oggi.

## Partite dal 2001 al 2010
| Cronologia completa delle presenze e delle reti in nazionale ― Francia | Cronologia completa delle presenze e delle reti in nazionale ― Francia | Cronologia completa delle presenze e delle reti in nazionale ― Francia | Cronologia completa delle presenze e delle reti in nazionale ― Francia | Cronologia completa delle presenze e delle reti in nazionale ― Francia | Cronologia completa delle presenze e delle reti in nazionale ― Francia | Cronologia completa delle presenze e delle reti in nazionale ― Francia     | Cronologia completa delle presenze e delle reti in nazionale ― Francia |
| Data                                                                   | Città                                                                  | In casa                                                                | Risultato                                                              | Ospiti                                                                 | Competizione                                                           | Reti                                                                       | Note                                                                   |
| ---------------------------------------------------------------------- | ---------------------------------------------------------------------- | ---------------------------------------------------------------------- | ---------------------------------------------------------------------- | ---------------------------------------------------------------------- | ---------------------------------------------------------------------- | -------------------------------------------------------------------------- | ---------------------------------------------------------------------- |
| 27-2-2001                                                              | Saint-Denis                                                            | Francia                                                                | 1 – 0                                                                  | Germania                                                               | Amichevole                                                             | Zinédine Zidane                                                            | All:R. Lemerre Cap:                                                    |
| 24-3-2001                                                              | Saint-Denis                                                            | Francia                                                                | 5 – 0                                                                  | Giappone                                                               | Amichevole                                                             | Zinédine Zidane Thierry Henry Sylvain Wiltord 2 David Trezeguet            | All:R. Lemerre Cap:                                                    |
| 28-3-2001                                                              | Valencia                                                               | Spagna                                                                 | 2 – 1                                                                  | Francia                                                                | Amichevole                                                             | David Trezeguet                                                            | All:R. Lemerre Cap:                                                    |
| 25-4-2001                                                              | Saint-Denis                                                            | Francia                                                                | 4 – 0                                                                  | Portogallo                                                             | Amichevole                                                             | Sylvain Wiltord Mikaël Silvestre Thierry Henry Youri Djorkaeff             | All:R. Lemerre Cap:                                                    |
| 30-5-2001                                                              | Taegu                                                                  | Corea del Sud                                                          | 0 – 5                                                                  | Francia                                                                | Conf. Cup 2001 - 1º turno                                              | Steve Marlet Patrick Vieira Nicolas Anelka Youri Djorkaeff Sylvain Wiltord | All:R. Lemerre Cap:                                                    |
| 1-6-2001                                                               | Taegu                                                                  | Australia                                                              | 1 – 0                                                                  | Francia                                                                | Conf. Cup 2001 - 1º turno                                              | -                                                                          | All:R. Lemerre Cap:                                                    |
| 3-6-2001                                                               | Ulsan                                                                  | Francia                                                                | 4 – 0                                                                  | Messico                                                                | Conf. Cup 2001 - 1º turno                                              | Sylvain Wiltord 2 Éric Carrière Robert Pirès                               | All:R. Lemerre Cap:                                                    |
| 7-6-2001                                                               | Suwon                                                                  | Francia                                                                | 2 – 1                                                                  | Brasile                                                                | Conf. Cup 2001 - Semifinale                                            | Robert Pirès Marcel Desailly                                               | All:R. Lemerre Cap:                                                    |
| 10-6-2001                                                              | Yokohama                                                               | Giappone                                                               | 0 – 1                                                                  | Francia                                                                | Conf. Cup 2001 - Finale                                                | Patrick Vieira                                                             | All:R. Lemerre Cap:                                                    |
| 15-8-2001                                                              | Nantes                                                                 | Francia                                                                | 1 – 0                                                                  | Danimarca                                                              | Amichevole                                                             | Robert Pirès                                                               | All:R. Lemerre Cap:                                                    |
| 1-9-2001                                                               | Santiago del Cile                                                      | Cile                                                                   | 2 – 1                                                                  | Francia                                                                | Amichevole                                                             | David Trezeguet                                                            | All:R. Lemerre Cap:                                                    |
| 6-10-2001                                                              | Saint-Denis                                                            | Francia                                                                | 4 – 1                                                                  | Algeria                                                                | Amichevole                                                             | Vincent Candela Emmanuel Petit Thierry Henry Robert Pirès                  | All:R. Lemerre Cap:                                                    |
| 11-11-2001                                                             | Melbourne                                                              | Australia                                                              | 1 – 1                                                                  | Francia                                                                | Amichevole                                                             | David Trezeguet                                                            | All:R. Lemerre Cap:                                                    |
| 13-2-2002                                                              | Saint-Denis                                                            | Francia                                                                | 2 – 1                                                                  | Romania                                                                | Amichevole                                                             | Patrick Vieira Emmanuel Petit                                              | All:R. Lemerre Cap:                                                    |
| 27-3-2002                                                              | Saint-Denis                                                            | Francia                                                                | 5 – 0                                                                  | Scozia                                                                 | Amichevole                                                             | Zinédine Zidane 2 David Trezeguet Thierry Henry Steve Marlet               | All:R. Lemerre Cap:                                                    |
| 17-4-2002                                                              | Saint-Denis                                                            | Francia                                                                | 0 – 0                                                                  | Russia                                                                 | Amichevole                                                             | -                                                                          | All:R. Lemerre Cap:                                                    |
| 18-5-2002                                                              | Saint-Denis                                                            | Francia                                                                | 1 – 2                                                                  | Belgio                                                                 | Amichevole                                                             | autorete                                                                   | All:R. Lemerre Cap:                                                    |
| 26-5-2002                                                              | Suwon                                                                  | Corea del Sud                                                          | 2 – 3                                                                  | Francia                                                                | Amichevole                                                             | David Trezeguet Christophe Dugarry Frank Lebœuf                            | All:R. Lemerre Cap:                                                    |
| 31-5-2002                                                              | Seul                                                                   | Senegal                                                                | 1 – 0                                                                  | Francia                                                                | Mondiali 2002 - 1º turno                                               | -                                                                          | All:R. Lemerre Cap:                                                    |
| 6-6-2002                                                               | Pusan                                                                  | Uruguay                                                                | 0 – 0                                                                  | Francia                                                                | Mondiali 2002 - 1º turno                                               | -                                                                          | All:R. Lemerre Cap:                                                    |
| 11-6-2002                                                              | Incheon                                                                | Danimarca                                                              | 2 – 0                                                                  | Francia                                                                | Mondiali 2002 - 1º turno                                               | -                                                                          | All:R. Lemerre Cap:                                                    |
| 21-8-2002                                                              | Radès                                                                  | Tunisia                                                                | 1 – 1                                                                  | Francia                                                                | Amichevole                                                             | Mikaël Silvestre                                                           | All:J. Santini Cap:                                                    |
| 7-9-2002                                                               | Nicosia                                                                | Cipro                                                                  | 1 – 2                                                                  | Francia                                                                | Qual. Euro 2004                                                        | Djibril Cissé Sylvain Wiltord                                              | All:J. Santini Cap:                                                    |
| 12-10-2002                                                             | Saint-Denis                                                            | Francia                                                                | 5 – 0                                                                  | Slovenia                                                               | Qual. Euro 2004                                                        | Thierry Henry 2 Steve Marlet Sidney Govou                                  | All:J. Santini Cap:                                                    |
| 16-10-2002                                                             | La Valletta                                                            | Malta                                                                  | 0 – 4                                                                  | Francia                                                                | Qual. Euro 2004                                                        | 2 Thierry Henry Sylvain Wiltord Éric Carrière                              | All:J. Santini Cap:                                                    |
| 20-11-2002                                                             | Saint-Denis                                                            | Francia                                                                | 3 – 0                                                                  | Jugoslavia                                                             | Amichevole                                                             | 2 Éric Carrière Olivier Kapo                                               | All:J. Santini Cap:                                                    |
| 12-2-2003                                                              | Saint-Denis                                                            | Francia                                                                | 0 – 2                                                                  | Rep. Ceca                                                              | Amichevole                                                             | -                                                                          | All:J. Santini Cap:                                                    |
| 29-3-2003                                                              | Lens                                                                   | Francia                                                                | 6 – 0                                                                  | Malta                                                                  | Qual. Euro 2004                                                        | Sylvain Wiltord 2 Thierry Henry 2 Zinédine Zidane David Trezeguet          | All:J. Santini Cap:                                                    |
| 2-4-2003                                                               | Palermo                                                                | Israele                                                                | 1 – 2                                                                  | Francia                                                                | Qual. Euro 2004                                                        | David Trezeguet Zinédine Zidane                                            | All:J. Santini Cap:                                                    |
| 30-4-2003                                                              | Saint-Denis                                                            | Francia                                                                | 5 – 0                                                                  | Egitto                                                                 | Amichevole                                                             | 2 Thierry Henry Robert Pirès Djibril Cissé Olivier Kapo                    | All:J. Santini Cap:                                                    |
| 18-6-2003                                                              | Lione                                                                  | Francia                                                                | 1 – 0                                                                  | Colombia                                                               | Conf. Cup 2003 - 1º turno                                              | Thierry Henry                                                              | All:J. Santini Cap:                                                    |
| 20-6-2003                                                              | Saint-Étienne                                                          | Francia                                                                | 2 – 1                                                                  | Giappone                                                               | Conf. Cup 2003 - 1º turno                                              | Robert Pirès Sidney Govou                                                  | All:J. Santini Cap:                                                    |
| 22-6-2003                                                              | Saint-Denis                                                            | Francia                                                                | 5 – 0                                                                  | Nuova Zelanda                                                          | Conf. Cup 2003 - 1º turno                                              | Olivier Kapo Thierry Henry Djibril Cissé Ludovic Giuly Robert Pirès        | All:J. Santini Cap:                                                    |
| 26-6-2003                                                              | Saint-Denis                                                            | Francia                                                                | 3 – 2                                                                  | Turchia                                                                | Conf. Cup 2003 - Semifinale                                            | Thierry Henry Robert Pirès Sylvain Wiltord                                 | All:J. Santini Cap:                                                    |
| 29-6-2003                                                              | Saint-Denis                                                            | Camerun                                                                | 0 – 1 dts                                                              | Francia                                                                | Conf. Cup 2003 - Finale                                                | Thierry Henry                                                              | All:J. Santini Cap:                                                    |
| 20-8-2003                                                              | Ginevra                                                                | Svizzera                                                               | 0 – 2                                                                  | Francia                                                                | Amichevole                                                             | Sylvain Wiltord Steve Marlet                                               | All:J. Santini Cap:                                                    |
| 6-9-2003                                                               | Saint-Denis                                                            | Francia                                                                | 5 – 0                                                                  | Cipro                                                                  | Qual. Euro 2004                                                        | 2 David Trezeguet 2 Sylvain Wiltord Thierry Henry                          | All:J. Santini Cap:                                                    |
| 10-9-2003                                                              | Lubiana                                                                | Slovenia                                                               | 0 – 2                                                                  | Francia                                                                | Qual. Euro 2004                                                        | David Trezeguet Olivier Dacourt                                            | All:J. Santini Cap:                                                    |
| 11-10-2003                                                             | Saint-Denis                                                            | Francia                                                                | 3 – 0                                                                  | Israele                                                                | Qual. Euro 2004                                                        | Thierry Henry David Trezeguet Jean-Alain Boumsong                          | All:J. Santini Cap:                                                    |
| 15-10-2003                                                             | Gelsenkirchen                                                          | Germania                                                               | 0 – 3                                                                  | Francia                                                                | Amichevole                                                             | Thierry Henry 2 David Trezeguet                                            | All:J. Santini Cap:                                                    |
| 18-2-2004                                                              | Bruxelles                                                              | Belgio                                                                 | 0 – 2                                                                  | Francia                                                                | Amichevole                                                             | Sidney Govou Louis Saha                                                    | All:J. Santini Cap:                                                    |
| 31-3-2004                                                              | Rotterdam                                                              | Paesi Bassi                                                            | 0 – 0                                                                  | Francia                                                                | Amichevole                                                             | -                                                                          | All:J. Santini Cap:                                                    |
| 20-5-2004                                                              | Saint-Denis                                                            | Francia                                                                | 0 – 0                                                                  | Brasile                                                                | Amichevole                                                             | -                                                                          | All:J. Santini Cap:                                                    |
| 28-5-2004                                                              | Montpellier                                                            | Francia                                                                | 4 – 0                                                                  | Andorra                                                                | Amichevole                                                             | 2 Sylvain Wiltord Louis Saha Steve Marlet                                  | All:J. Santini Cap:                                                    |
| 6-6-2004                                                               | Saint-Denis                                                            | Francia                                                                | 1 – 0                                                                  | Ucraina                                                                | Amichevole                                                             | Zinédine Zidane                                                            | All:J. Santini Cap:                                                    |
| 13-6-2004                                                              | Lisbona                                                                | Inghilterra                                                            | 1 – 2                                                                  | Francia                                                                | Euro 2004 - 1º turno                                                   | 2 Zinédine Zidane                                                          | All:J. Santini Cap:                                                    |
| 17-6-2004                                                              | Leiria                                                                 | Croazia                                                                | 2 – 2                                                                  | Francia                                                                | Euro 2004 - 1º turno                                                   | autorete David Trezeguet                                                   | All:J. Santini Cap:                                                    |
| 21-6-2004                                                              | Coimbra                                                                | Svizzera                                                               | 1 – 3                                                                  | Francia                                                                | Euro 2004 - 1º turno                                                   | Zinédine Zidane 2 Thierry Henry                                            | All:J. Santini Cap:                                                    |
| 25-6-2004                                                              | Lisbona                                                                | Francia                                                                | 0 – 1                                                                  | Grecia                                                                 | Euro 2004 - Quarti                                                     | -                                                                          | All:J. Santini Cap:                                                    |
| 18-8-2004                                                              | Rennes                                                                 | Francia                                                                | 1 – 0                                                                  | Bosnia ed Erzegovina                                                   | Amichevole                                                             | Péguy Luyindula                                                            | All:R. Domenech Cap:                                                   |
| 4-9-2004                                                               | Saint-Denis                                                            | Francia                                                                | 0 – 0                                                                  | Israele                                                                | Qual. Mondiali 2006                                                    | -                                                                          | All:R. Domenech Cap:                                                   |
| 8-9-2004                                                               | Tórshavn                                                               | Fær Øer                                                                | 0 – 2                                                                  | Francia                                                                | Qual. Mondiali 2006                                                    | Ludovic Giuly Djibril Cissé                                                | All:R. Domenech Cap:                                                   |
| 9-10-2004                                                              | Saint-Denis                                                            | Francia                                                                | 0 – 0                                                                  | Irlanda                                                                | Qual. Mondiali 2006                                                    | -                                                                          | All:R. Domenech Cap:                                                   |
| 13-10-2004                                                             | Nicosia                                                                | Cipro                                                                  | 0 – 2                                                                  | Francia                                                                | Qual. Mondiali 2006                                                    | Sylvain Wiltord Thierry Henry                                              | All:R. Domenech Cap:                                                   |
| 17-11-2004                                                             | Saint-Denis                                                            | Francia                                                                | 0 – 0                                                                  | Polonia                                                                | Amichevole                                                             | -                                                                          | All:R. Domenech Cap:                                                   |
| 9-2-2005                                                               | Saint-Denis                                                            | Francia                                                                | 1 – 1                                                                  | Svezia                                                                 | Amichevole                                                             | David Trezeguet                                                            | All:R. Domenech Cap:                                                   |
| 26-3-2005                                                              | Saint-Denis                                                            | Francia                                                                | 0 – 0                                                                  | Svizzera                                                               | Qual. Mondiali 2006                                                    | -                                                                          | All:R. Domenech Cap:                                                   |
| 30-3-2005                                                              | Tel Aviv                                                               | Israele                                                                | 1 – 1                                                                  | Francia                                                                | Qual. Mondiali 2006                                                    | David Trezeguet                                                            | All:R. Domenech Cap:                                                   |
| 31-5-2005                                                              | Metz                                                                   | Francia                                                                | 2 – 1                                                                  | Ungheria                                                               | Amichevole                                                             | Djibril Cissé Florent Malouda                                              | All:R. Domenech Cap:                                                   |
| 17-8-2005                                                              | Montpellier                                                            | Francia                                                                | 3 – 0                                                                  | Costa d'Avorio                                                         | Amichevole                                                             | William Gallas Zinédine Zidane Thierry Henry                               | All:R. Domenech Cap:                                                   |
| 3-9-2005                                                               | Lens                                                                   | Francia                                                                | 3 – 0                                                                  | Fær Øer                                                                | Qual. Mondiali 2006                                                    | 2 Djibril Cissé autorete                                                   | All:R. Domenech Cap:                                                   |
| 7-9-2005                                                               | Dublino                                                                | Irlanda                                                                | 0 – 1                                                                  | Francia                                                                | Qual. Mondiali 2006                                                    | Thierry Henry                                                              | All:R. Domenech Cap:                                                   |
| 8-10-2005                                                              | Berna                                                                  | Svizzera                                                               | 1 – 1                                                                  | Francia                                                                | Qual. Mondiali 2006                                                    | Djibril Cissé                                                              | All:R. Domenech Cap:                                                   |
| 12-10-2005                                                             | Saint-Denis                                                            | Francia                                                                | 4 – 0                                                                  | Cipro                                                                  | Qual. Mondiali 2006                                                    | Zinédine Zidane Sylvain Wiltord Vikash Dhorasoo Ludovic Giuly              | All:R. Domenech Cap:                                                   |
| 9-11-2005                                                              | Fort-de-France                                                         | Francia                                                                | 3 – 2                                                                  | Costa Rica                                                             | Amichevole                                                             | Nicolas Anelka Djibril Cissé Thierry Henry                                 | All:R. Domenech Cap:                                                   |
| 12-11-2005                                                             | Saint-Denis                                                            | Francia                                                                | 0 – 0                                                                  | Germania                                                               | Amichevole                                                             | -                                                                          | All:R. Domenech Cap:                                                   |
| 1-3-2006                                                               | Saint-Denis                                                            | Francia                                                                | 1 – 2                                                                  | Slovacchia                                                             | Amichevole                                                             | Samir Nasri                                                                | All:R. Domenech Cap:                                                   |
| 27-5-2006                                                              | Saint-Denis                                                            | Francia                                                                | 1 – 0                                                                  | Messico                                                                | Amichevole                                                             | Samir Nasri                                                                | All:R. Domenech Cap:                                                   |
| 31-5-2006                                                              | Lens                                                                   | Francia                                                                | 2 – 0                                                                  | Danimarca                                                              | Amichevole                                                             | Thierry Henry Sylvain Wiltord                                              | All:R. Domenech Cap:                                                   |
| 7-6-2006                                                               | Saint-Étienne                                                          | Francia                                                                | 3 – 1                                                                  | Cina                                                                   | Amichevole                                                             | David Trezeguet autorete Thierry Henry                                     | All:R. Domenech Cap:                                                   |
| 13-6-2006                                                              | Stoccarda                                                              | Francia                                                                | 0 – 0                                                                  | Svizzera                                                               | Mondiali 2006 - 1º turno                                               | -                                                                          | All:R. Domenech Cap:                                                   |
| 18-6-2006                                                              | Lipsia                                                                 | Francia                                                                | 1 – 1                                                                  | Corea del Sud                                                          | Mondiali 2006 - 1º turno                                               | Thierry Henry                                                              | All:R. Domenech Cap:                                                   |
| 23-6-2006                                                              | Colonia                                                                | Togo                                                                   | 0 – 2                                                                  | Francia                                                                | Mondiali 2006 - 1º turno                                               | Patrick Vieira Thierry Henry                                               | All:R. Domenech Cap:                                                   |
| 27-6-2006                                                              | Hannover                                                               | Spagna                                                                 | 1 – 3                                                                  | Francia                                                                | Mondiali 2006 - Ottavi                                                 | Franck Ribéry Patrick Vieira Zinédine Zidane                               | All:R. Domenech Cap:                                                   |
| 1-7-2006                                                               | Francoforte sul Meno                                                   | Brasile                                                                | 0 – 1                                                                  | Francia                                                                | Mondiali 2006 - Quarti                                                 | Thierry Henry                                                              | All:R. Domenech Cap:                                                   |
| 5-7-2006                                                               | Monaco di Baviera                                                      | Portogallo                                                             | 0 – 1                                                                  | Francia                                                                | Mondiali 2006 - Semifinale                                             | Zinédine Zidane                                                            | All:R. Domenech Cap:                                                   |
| 9-7-2006                                                               | Berlino                                                                | Italia                                                                 | 1 – 1 (5-3 dtr)                                                        | Francia                                                                | Mondiali 2006 - Finale                                                 | Zinédine Zidane                                                            | All:R. Domenech Cap:                                                   |
| 17-8-2006                                                              | Sarajevo                                                               | Bosnia ed Erzegovina                                                   | 1 – 2                                                                  | Francia                                                                | Amichevole                                                             | William Gallas Julien Faubert                                              | All:R. Domenech Cap:                                                   |
| 2-9-2006                                                               | Tbilisi                                                                | Georgia                                                                | 0 – 3                                                                  | Francia                                                                | Qual. Euro 2008                                                        | Louis Saha Florent Malouda autorete                                        | All:R. Domenech Cap:                                                   |
| 6-9-2006                                                               | Saint-Denis                                                            | Francia                                                                | 3 – 1                                                                  | Italia                                                                 | Qual. Euro 2008                                                        | 2 Sidney Govou Thierry Henry                                               | All:R. Domenech Cap:                                                   |
| 7-10-2006                                                              | Glasgow                                                                | Scozia                                                                 | 1 – 0                                                                  | Francia                                                                | Qual. Euro 2008                                                        | -                                                                          | All:R. Domenech Cap:                                                   |
| 11-10-2006                                                             | Sochaux                                                                | Francia                                                                | 5 – 0                                                                  | Fær Øer                                                                | Qual. Euro 2008                                                        | Louis Saha Thierry Henry Nicolas Anelka 2 David Trezeguet                  | All:R. Domenech Cap:                                                   |
| 15-11-2006                                                             | Saint-Denis                                                            | Francia                                                                | 1 – 0                                                                  | Grecia                                                                 | Amichevole                                                             | Thierry Henry                                                              | All:R. Domenech Cap:                                                   |
| 7-2-2007                                                               | Saint-Denis                                                            | Francia                                                                | 0 – 1                                                                  | Argentina                                                              | Amichevole                                                             | -                                                                          | All:R. Domenech Cap:                                                   |
| 24-3-2007                                                              | Kaunas                                                                 | Lituania                                                               | 0 – 1                                                                  | Francia                                                                | Qual. Euro 2008                                                        | Nicolas Anelka                                                             | All:R. Domenech Cap:                                                   |
| 28-3-2007                                                              | Saint-Denis                                                            | Francia                                                                | 1 – 0                                                                  | Austria                                                                | Amichevole                                                             | Karim Benzema                                                              | All:R. Domenech Cap:                                                   |
| 2-6-2007                                                               | Saint-Denis                                                            | Francia                                                                | 2 – 0                                                                  | Ucraina                                                                | Qual. Euro 2008                                                        | Franck Ribéry Nicolas Anelka                                               | All:R. Domenech Cap:                                                   |
| 6-6-2007                                                               | Auxerre                                                                | Francia                                                                | 1 – 0                                                                  | Georgia                                                                | Qual. Euro 2008                                                        | Samir Nasri                                                                | All:R. Domenech Cap:                                                   |
| 22-8-2007                                                              | Trnava                                                                 | Slovacchia                                                             | 0 – 1                                                                  | Francia                                                                | Amichevole                                                             | Thierry Henry                                                              | All:R. Domenech Cap:                                                   |
| 8-9-2007                                                               | Milano                                                                 | Italia                                                                 | 0 – 0                                                                  | Francia                                                                | Qual. Euro 2008                                                        | -                                                                          | All:R. Domenech Cap:                                                   |
| 12-9-2007                                                              | Parigi                                                                 | Francia                                                                | 0 – 1                                                                  | Scozia                                                                 | Qual. Euro 2008                                                        | -                                                                          | All:R. Domenech Cap:                                                   |
| 13-10-2007                                                             | Tórshavn                                                               | Fær Øer                                                                | 0 – 6                                                                  | Francia                                                                | Qual. Euro 2008                                                        | Nicolas Anelka Thierry Henry 2 Karim Benzema Jérôme Rothen Hatem Ben Arfa  | All:R. Domenech Cap:                                                   |
| 17-10-2007                                                             | Nantes                                                                 | Francia                                                                | 2 – 0                                                                  | Lituania                                                               | Qual. Euro 2008                                                        | 2 Thierry Henry                                                            | All:R. Domenech Cap:                                                   |
| 16-11-2007                                                             | Saint-Denis                                                            | Francia                                                                | 2 – 2                                                                  | Marocco                                                                | Amichevole                                                             | Sidney Govou Samir Nasri                                                   | All:R. Domenech Cap:                                                   |
| 21-11-2007                                                             | Kiev                                                                   | Ucraina                                                                | 2 – 2                                                                  | Francia                                                                | Qual. Euro 2008                                                        | Thierry Henry Sidney Govou                                                 | All:R. Domenech Cap:                                                   |
| 6-2-2008                                                               | Malaga                                                                 | Spagna                                                                 | 1 – 0                                                                  | Francia                                                                | Amichevole                                                             | -                                                                          | All:R. Domenech Cap:                                                   |
| 26-3-2008                                                              | Saint-Denis                                                            | Francia                                                                | 1 – 0                                                                  | Inghilterra                                                            | Amichevole                                                             | Franck Ribéry                                                              | All:R. Domenech Cap:                                                   |
| 27-5-2008                                                              | Grenoble                                                               | Francia                                                                | 2 – 0                                                                  | Ecuador                                                                | Amichevole                                                             | 2 Bafétimbi Gomis                                                          | All:R. Domenech Cap:                                                   |
| 31-5-2008                                                              | Tolosa                                                                 | Francia                                                                | 0 – 0                                                                  | Paraguay                                                               | Amichevole                                                             | -                                                                          | All:R. Domenech Cap:                                                   |
| 3-6-2008                                                               | Saint-Denis                                                            | Francia                                                                | 1 – 0                                                                  | Colombia                                                               | Amichevole                                                             | Franck Ribéry                                                              | All:R. Domenech Cap:                                                   |
| 9-6-2008                                                               | Zurigo                                                                 | Romania                                                                | 0 – 0                                                                  | Francia                                                                | Euro 2008 - 1º turno                                                   | -                                                                          | All:R. Domenech Cap:                                                   |
| 13-6-2008                                                              | Berna                                                                  | Paesi Bassi                                                            | 4 – 1                                                                  | Francia                                                                | Euro 2008 - 1º turno                                                   | Thierry Henry                                                              | All:R. Domenech Cap:                                                   |
| 17-6-2008                                                              | Zurigo                                                                 | Francia                                                                | 0 – 2                                                                  | Italia                                                                 | Euro 2008 - 1º turno                                                   | -                                                                          | All:R. Domenech Cap:                                                   |
| 20-8-2008                                                              | Göteborg                                                               | Svezia                                                                 | 2 – 3                                                                  | Francia                                                                | Amichevole                                                             | Karim Benzema 2 Sidney Govou                                               | All:R. Domenech Cap:                                                   |
| 6-9-2008                                                               | Vienna                                                                 | Austria                                                                | 3 – 1                                                                  | Francia                                                                | Qual. Mondiali 2010                                                    | Sidney Govou                                                               | All:R. Domenech Cap:                                                   |
| 10-9-2008                                                              | Saint-Denis                                                            | Francia                                                                | 2 – 1                                                                  | Serbia                                                                 | Qual. Mondiali 2010                                                    | Thierry Henry Nicolas Anelka                                               | All:R. Domenech Cap:                                                   |
| 11-10-2008                                                             | Costanza                                                               | Romania                                                                | 2 – 2                                                                  | Francia                                                                | Qual. Mondiali 2010                                                    | Franck Ribéry Yoann Gourcuff                                               | All:R. Domenech Cap:                                                   |
| 14-10-2008                                                             | Saint-Denis                                                            | Francia                                                                | 3 – 1                                                                  | Tunisia                                                                | Amichevole                                                             | 2 Thierry Henry Karim Benzema                                              | All:R. Domenech Cap:                                                   |
| 19-11-2008                                                             | Saint-Denis                                                            | Francia                                                                | 0 – 0                                                                  | Uruguay                                                                | Amichevole                                                             | -                                                                          | All:R. Domenech Cap:                                                   |
| 11-2-2009                                                              | Marsiglia                                                              | Francia                                                                | 0 – 2                                                                  | Argentina                                                              | Amichevole                                                             | -                                                                          | All:R. Domenech Cap:                                                   |
| 28-3-2009                                                              | Kaunas                                                                 | Lituania                                                               | 0 – 1                                                                  | Francia                                                                | Qual. Mondiali 2010                                                    | Franck Ribéry                                                              | All:R. Domenech Cap:                                                   |
| 1-4-2009                                                               | Saint-Denis                                                            | Francia                                                                | 1 – 0                                                                  | Lituania                                                               | Qual. Mondiali 2010                                                    | Franck Ribéry                                                              | All:R. Domenech Cap:                                                   |
| 2-6-2009                                                               | Saint-Étienne                                                          | Francia                                                                | 0 – 1                                                                  | Nigeria                                                                | Amichevole                                                             | -                                                                          | All:R. Domenech Cap:                                                   |
| 6-6-2009                                                               | Lione                                                                  | Francia                                                                | 1 – 0                                                                  | Turchia                                                                | Amichevole                                                             | Karim Benzema                                                              | All:R. Domenech Cap:                                                   |
| 12-8-2009                                                              | Tórshavn                                                               | Fær Øer                                                                | 0 – 1                                                                  | Francia                                                                | Qual. Mondiali 2010                                                    | André-Pierre Gignac                                                        | All:R. Domenech Cap:                                                   |
| 5-9-2009                                                               | Saint-Denis                                                            | Francia                                                                | 1 – 1                                                                  | Romania                                                                | Qual. Mondiali 2010                                                    | Thierry Henry                                                              | All:R. Domenech Cap:                                                   |
| 9-9-2009                                                               | Belgrado                                                               | Serbia                                                                 | 1 – 1                                                                  | Francia                                                                | Qual. Mondiali 2010                                                    | Thierry Henry                                                              | All:R. Domenech Cap:                                                   |
| 10-10-2009                                                             | Guingamp                                                               | Francia                                                                | 5 – 0                                                                  | Fær Øer                                                                | Qual. Mondiali 2010                                                    | 2 André-Pierre Gignac William Gallas Nicolas Anelka Karim Benzema          | All:R. Domenech Cap:                                                   |
| 14-10-2009                                                             | Saint-Denis                                                            | Francia                                                                | 3 – 1                                                                  | Austria                                                                | Qual. Mondiali 2010                                                    | Karim Benzema Thierry Henry André-Pierre Gignac                            | All:R. Domenech Cap:                                                   |
| 14-11-2009                                                             | Dublino                                                                | Irlanda                                                                | 0 – 1                                                                  | Francia                                                                | Qual. Mondiali 2010                                                    | Nicolas Anelka                                                             | All:R. Domenech Cap:                                                   |
| 18-11-2009                                                             | Saint-Denis                                                            | Francia                                                                | 1 – 1 dts                                                              | Irlanda                                                                | Qual. Mondiali 2010                                                    | William Gallas                                                             | All:R. Domenech Cap:                                                   |
| 3-3-2010                                                               | Saint-Denis                                                            | Francia                                                                | 0 – 2                                                                  | Spagna                                                                 | Amichevole                                                             | -                                                                          | All:R. Domenech Cap:                                                   |
| 26-5-2010                                                              | Lens                                                                   | Francia                                                                | 2 – 1                                                                  | Costa Rica                                                             | Amichevole                                                             | autorete Mathieu Valbuena                                                  | All:R. Domenech Cap:                                                   |
| 30-5-2010                                                              | Radès                                                                  | Tunisia                                                                | 1 – 1                                                                  | Francia                                                                | Amichevole                                                             | William Gallas                                                             | All:R. Domenech Cap:                                                   |
| 4-6-2010                                                               | Saint-Pierre                                                           | Francia                                                                | 0 – 1                                                                  | Cina                                                                   | Amichevole                                                             | -                                                                          | All:R. Domenech Cap:                                                   |
| 11-6-2010                                                              | Città del Capo                                                         | Uruguay                                                                | 0 – 0                                                                  | Francia                                                                | Mondiali 2010 - 1º turno                                               | -                                                                          | All:R. Domenech Cap:                                                   |
| 17-6-2010                                                              | Polokwane                                                              | Francia                                                                | 0 – 2                                                                  | Messico                                                                | Mondiali 2010 - 1º turno                                               | -                                                                          | All:R. Domenech Cap:                                                   |
| 22-6-2010                                                              | Bloemfontein                                                           | Francia                                                                | 1 – 2                                                                  | Sudafrica                                                              | Mondiali 2010 - 1º turno                                               | Florent Malouda                                                            | All:R. Domenech Cap:                                                   |
| 11-8-2010                                                              | Oslo                                                                   | Norvegia                                                               | 2 – 1                                                                  | Francia                                                                | Amichevole                                                             | Hatem Ben Arfa                                                             | All:L. Blanc Cap:                                                      |
| 3-9-2010                                                               | Saint-Denis                                                            | Francia                                                                | 0 – 1                                                                  | Bielorussia                                                            | Qual. Euro 2012                                                        | -                                                                          | All:L. Blanc Cap:                                                      |
| 7-9-2010                                                               | Sarajevo                                                               | Bosnia ed Erzegovina                                                   | 0 – 2                                                                  | Francia                                                                | Qual. Euro 2012                                                        | Karim Benzema Florent Malouda                                              | All:L. Blanc Cap:                                                      |
| 9-10-2010                                                              | Saint-Denis                                                            | Francia                                                                | 2 – 0                                                                  | Romania                                                                | Qual. Euro 2012                                                        | Loïc Rémy Yoann Gourcuff                                                   | All:L. Blanc Cap:                                                      |
| 12-10-2010                                                             | Metz                                                                   | Francia                                                                | 2 – 0                                                                  | Lussemburgo                                                            | Qual. Euro 2012                                                        | Karim Benzema Yoann Gourcuff                                               | All:L. Blanc Cap:                                                      |
| 17-11-2010                                                             | Londra                                                                 | Inghilterra                                                            | 1 – 2                                                                  | Francia                                                                | Amichevole                                                             | Karim Benzema Mathieu Valbuena                                             | All:L. Blanc Cap:                                                      |
| Totale                                                                 |                                                                        | Presenze                                                               | 121                                                                    |                                                                        | Reti                                                                   | 214                                                                        |                                                                        |

## Partite dal 2011 al 2020
| Cronologia completa delle presenze e delle reti in nazionale ― Francia | Cronologia completa delle presenze e delle reti in nazionale ― Francia | Cronologia completa delle presenze e delle reti in nazionale ― Francia | Cronologia completa delle presenze e delle reti in nazionale ― Francia | Cronologia completa delle presenze e delle reti in nazionale ― Francia | Cronologia completa delle presenze e delle reti in nazionale ― Francia | Cronologia completa delle presenze e delle reti in nazionale ― Francia                       | Cronologia completa delle presenze e delle reti in nazionale ― Francia |
| Data                                                                   | Città                                                                  | In casa                                                                | Risultato                                                              | Ospiti                                                                 | Competizione                                                           | Reti                                                                                         | Note                                                                   |
| ---------------------------------------------------------------------- | ---------------------------------------------------------------------- | ---------------------------------------------------------------------- | ---------------------------------------------------------------------- | ---------------------------------------------------------------------- | ---------------------------------------------------------------------- | -------------------------------------------------------------------------------------------- | ---------------------------------------------------------------------- |
| 9-2-2011                                                               | Saint-Denis                                                            | Francia                                                                | 1 – 0                                                                  | Brasile                                                                | Amichevole                                                             | Karim Benzema                                                                                | All:L. Blanc Cap:A. Diarra                                             |
| 25-3-2011                                                              | Lussemburgo                                                            | Lussemburgo                                                            | 0 – 2                                                                  | Francia                                                                | Qual. Euro 2012                                                        | Philippe Mexès Yoann Gourcuff                                                                | All:L. Blanc Cap:S. Nasri                                              |
| 29-3-2011                                                              | Saint-Denis                                                            | Francia                                                                | 0 – 0                                                                  | Croazia                                                                | Amichevole                                                             | -                                                                                            | All:L. Blanc Cap:A. Diarra                                             |
| 3-6-2011                                                               | Minsk                                                                  | Bielorussia                                                            | 1 – 1                                                                  | Francia                                                                | Qual. Euro 2012                                                        | Florent Malouda                                                                              | All:L. Blanc Cap:A. Diarra                                             |
| 6-6-2011                                                               | Donec'k                                                                | Ucraina                                                                | 1 – 4                                                                  | Francia                                                                | Amichevole                                                             | Kevin Gameiro 2 Marvin Martin Younes Kaboul                                                  | All:L. Blanc Cap:S. Mandanda                                           |
| 9-6-2011                                                               | Varsavia                                                               | Polonia                                                                | 0 – 1                                                                  | Francia                                                                | Amichevole                                                             | autorete                                                                                     | All:L. Blanc Cap:E. Abidal                                             |
| 10-8-2011                                                              | Montpellier                                                            | Francia                                                                | 1 – 1                                                                  | Cile                                                                   | Amichevole                                                             | Loïc Rémy                                                                                    | All:L. Blanc Cap:E. Abidal                                             |
| 2-9-2011                                                               | Tirana                                                                 | Albania                                                                | 1 – 2                                                                  | Francia                                                                | Qual. Euro 2012                                                        | 2 Karim Benzema                                                                              | All:L. Blanc Cap:A. Diarra                                             |
| 6-9-2011                                                               | Bucarest                                                               | Romania                                                                | 0 – 0                                                                  | Francia                                                                | Qual. Euro 2012                                                        | -                                                                                            | All:L. Blanc Cap:H. Lloris                                             |
| 7-10-2011                                                              | Saint-Denis                                                            | Francia                                                                | 3 – 0                                                                  | Albania                                                                | Qual. Euro 2012                                                        | Florent Malouda Loïc Rémy Anthony Réveillère                                                 | All:L. Blanc Cap:H. Lloris                                             |
| 11-10-2011                                                             | Saint-Denis                                                            | Francia                                                                | 1 – 1                                                                  | Bosnia ed Erzegovina                                                   | Qual. Euro 2012                                                        | Samir Nasri                                                                                  | All:L. Blanc Cap:H. Lloris                                             |
| 11-11-2011                                                             | Saint-Denis                                                            | Francia                                                                | 1 – 0                                                                  | Stati Uniti                                                            | Amichevole                                                             | Loïc Rémy                                                                                    | All:L. Blanc Cap:H. Lloris                                             |
| 15-11-2011                                                             | Saint-Denis                                                            | Francia                                                                | 0 – 0                                                                  | Belgio                                                                 | Amichevole                                                             | -                                                                                            | All:L. Blanc Cap:H. Lloris                                             |
| 29-2-2012                                                              | Brema                                                                  | Germania                                                               | 1 – 2                                                                  | Francia                                                                | Amichevole                                                             | Olivier Giroud Florent Malouda                                                               | All:L. Blanc Cap:H. Lloris                                             |
| 27-5-2012                                                              | Valenciennes                                                           | Francia                                                                | 3 – 2                                                                  | Islanda                                                                | Amichevole                                                             | Mathieu Debuchy Franck Ribéry Adil Rami                                                      | All:L. Blanc Cap:P. Mexès                                              |
| 31-5-2012                                                              | Reims                                                                  | Francia                                                                | 2 – 0                                                                  | Serbia                                                                 | Amichevole                                                             | Franck Ribéry Florent Malouda                                                                | All:L. Blanc Cap:H. Lloris                                             |
| 5-6-2012                                                               | Le Mans                                                                | Francia                                                                | 4 – 0                                                                  | Estonia                                                                | Amichevole                                                             | Franck Ribéry 2 Karim Benzema Jérémy Ménez                                                   | All:L. Blanc Cap:H. Lloris                                             |
| 11-6-2012                                                              | Donec'k                                                                | Francia                                                                | 1 – 1                                                                  | Inghilterra                                                            | Euro 2012 - 1º Turno                                                   | Samir Nasri                                                                                  | All:L. Blanc Cap:H. Lloris                                             |
| 15-6-2012                                                              | Donec'k                                                                | Ucraina                                                                | 0 – 2                                                                  | Francia                                                                | Euro 2012 - 1º Turno                                                   | Jérémy Ménez Yohan Cabaye                                                                    | All:L. Blanc Cap:H. Lloris                                             |
| 19-6-2012                                                              | Kiev                                                                   | Svezia                                                                 | 2 – 0                                                                  | Francia                                                                | Euro 2012 - 1º Turno                                                   | -                                                                                            | All:L. Blanc Cap:H. Lloris                                             |
| 23-6-2012                                                              | Donec'k                                                                | Spagna                                                                 | 2 – 0                                                                  | Francia                                                                | Euro 2012 - Quarti                                                     | -                                                                                            | All:L. Blanc Cap:H. Lloris                                             |
| 15-8-2012                                                              | Le Havre                                                               | Francia                                                                | 0 – 0                                                                  | Uruguay                                                                | Amichevole                                                             | -                                                                                            | All:D. Deschamps Cap:H. Lloris                                         |
| 7-9-2012                                                               | Helsinki                                                               | Finlandia                                                              | 0 – 1                                                                  | Francia                                                                | Qual. Mondiali 2014                                                    | Abou Diaby                                                                                   | All:D. Deschamps Cap:H. Lloris                                         |
| 11-9-2012                                                              | Saint-Denis                                                            | Francia                                                                | 3 – 1                                                                  | Bielorussia                                                            | Qual. Mondiali 2014                                                    | Étienne Capoue Christophe Jallet Franck Ribéry                                               | All:D. Deschamps Cap:H. Lloris                                         |
| 12-10-2012                                                             | Saint-Denis                                                            | Francia                                                                | 0 – 1                                                                  | Giappone                                                               | Amichevole                                                             | -                                                                                            | All:D. Deschamps Cap:H. Lloris                                         |
| 16-10-2012                                                             | Madrid                                                                 | Spagna                                                                 | 1 – 1                                                                  | Francia                                                                | Qual. Mondiali 2014                                                    | Olivier Giroud                                                                               | All:D. Deschamps Cap:H. Lloris                                         |
| 14-11-2012                                                             | Parma                                                                  | Italia                                                                 | 1 – 2                                                                  | Francia                                                                | Amichevole                                                             | Mathieu Valbuena Bafétimbi Gomis                                                             | All:D. Deschamps Cap:H. Lloris                                         |
| 6-2-2013                                                               | Saint-Denis                                                            | Francia                                                                | 1 – 2                                                                  | Germania                                                               | Amichevole                                                             | Mathieu Valbuena                                                                             | All:D. Deschamps Cap:H. Lloris                                         |
| 22-3-2013                                                              | Saint-Denis                                                            | Francia                                                                | 3 – 1                                                                  | Georgia                                                                | Qual. Mondiali 2014                                                    | Olivier Giroud Mathieu Valbuena Franck Ribéry                                                | All:D. Deschamps Cap:H. Lloris                                         |
| 26-3-2013                                                              | Saint-Denis                                                            | Francia                                                                | 0 – 1                                                                  | Spagna                                                                 | Qual. Mondiali 2014                                                    | -                                                                                            | All:D. Deschamps Cap:H. Lloris                                         |
| 5-6-2013                                                               | Montevideo                                                             | Uruguay                                                                | 1 – 0                                                                  | Francia                                                                | Amichevole                                                             | -                                                                                            | All:D. Deschamps Cap:B. Matuidi                                        |
| 9-6-2013                                                               | Porto Alegre                                                           | Brasile                                                                | 3 – 0                                                                  | Francia                                                                | Amichevole                                                             | -                                                                                            | All:D. Deschamps Cap:H. Lloris                                         |
| 14-8-2013                                                              | Bruxelles                                                              | Belgio                                                                 | 0 – 0                                                                  | Francia                                                                | Amichevole                                                             | -                                                                                            | All:D. Deschamps Cap:H. Lloris                                         |
| 6-9-2013                                                               | Tbilisi                                                                | Georgia                                                                | 0 – 0                                                                  | Francia                                                                | Qual. Mondiali 2014                                                    | -                                                                                            | All:D. Deschamps Cap:H. Lloris                                         |
| 10-9-2013                                                              | Homel'                                                                 | Bielorussia                                                            | 2 – 4                                                                  | Francia                                                                | Qual. Mondiali 2014                                                    | 2 Franck Ribéry Samir Nasri Paul Pogba                                                       | All:D. Deschamps Cap:H. Lloris                                         |
| 11-10-2013                                                             | Parigi                                                                 | Francia                                                                | 6 – 0                                                                  | Australia                                                              | Amichevole                                                             | Franck Ribéry 2 Olivier Giroud Yohan Cabaye Mathieu Debuchy Karim Benzema                    | All:D. Deschamps Cap:H. Lloris                                         |
| 15-10-2013                                                             | Saint-Denis                                                            | Francia                                                                | 3 – 0                                                                  | Finlandia                                                              | Qual. Mondiali 2014                                                    | Franck Ribéry autorete Karim Benzema                                                         | All:D. Deschamps Cap:H. Lloris                                         |
| 15-11-2013                                                             | Kiev                                                                   | Ucraina                                                                | 2 – 0                                                                  | Francia                                                                | Qual. Mondiali 2014                                                    | -                                                                                            | All:D. Deschamps Cap:H. Lloris                                         |
| 19-11-2013                                                             | Saint-Denis                                                            | Francia                                                                | 3 – 0                                                                  | Ucraina                                                                | Qual. Mondiali 2014                                                    | 2 Mamadou Sakho Karim Benzema                                                                | All:D. Deschamps Cap:H. Lloris                                         |
| 5-3-2014                                                               | Saint-Denis                                                            | Francia                                                                | 2 – 0                                                                  | Paesi Bassi                                                            | Amichevole                                                             | Karim Benzema Blaise Matuidi                                                                 | All:D. Deschamps Cap:H. Lloris                                         |
| 27-5-2014                                                              | Saint-Denis                                                            | Francia                                                                | 4 – 0                                                                  | Norvegia                                                               | Amichevole                                                             | Paul Pogba 2 Olivier Giroud Loïc Rémy                                                        | All:D. Deschamps Cap:M. Sakho                                          |
| 1-6-2014                                                               | Nizza                                                                  | Francia                                                                | 1 – 1                                                                  | Paraguay                                                               | Amichevole                                                             | Antoine Griezmann                                                                            | All:D. Deschamps Cap:H. Lloris                                         |
| 8-6-2014                                                               | Lilla                                                                  | Francia                                                                | 8 – 0                                                                  | Giamaica                                                               | Amichevole                                                             | Yohan Cabaye 2 Blaise Matuidi 2 Karim Benzema Olivier Giroud 2 Antoine Griezmann             | All:D. Deschamps Cap:H. Lloris                                         |
| 15-6-2014                                                              | Porto Alegre                                                           | Francia                                                                | 3 – 0                                                                  | Honduras                                                               | Mondiali 2014 - 1º Turno                                               | 2 Karim Benzema autorete                                                                     | All:D. Deschamps Cap:H. Lloris                                         |
| 20-6-2014                                                              | Salvador                                                               | Svizzera                                                               | 2 – 5                                                                  | Francia                                                                | Mondiali 2014 - 1º Turno                                               | Olivier Giroud Blaise Matuidi Mathieu Valbuena Karim Benzema Moussa Sissoko                  | All:D. Deschamps Cap:H. Lloris                                         |
| 25-6-2014                                                              | Rio de Janeiro                                                         | Ecuador                                                                | 0 – 0                                                                  | Francia                                                                | Mondiali 2014 - 1º Turno                                               | -                                                                                            | All:D. Deschamps Cap:H. Lloris                                         |
| 30-6-2014                                                              | Brasilia                                                               | Francia                                                                | 2 – 0                                                                  | Nigeria                                                                | Mondiali 2014 - Ottavi                                                 | Paul Pogba autorete                                                                          | All:D. Deschamps Cap:H. Lloris                                         |
| 4-7-2014                                                               | Rio de Janeiro                                                         | Francia                                                                | 0 – 1                                                                  | Germania                                                               | Mondiali 2014 - Quarti                                                 | -                                                                                            | All:D. Deschamps Cap:H. Lloris                                         |
| 4-9-2014                                                               | Saint-Denis                                                            | Francia                                                                | 1 – 0                                                                  | Spagna                                                                 | Amichevole                                                             | Loïc Rémy                                                                                    | All:D. Deschamps Cap:H. Lloris                                         |
| 7-9-2014                                                               | Belgrado                                                               | Serbia                                                                 | 1 – 1                                                                  | Francia                                                                | Amichevole                                                             | Paul Pogba                                                                                   | All:D. Deschamps Cap:H. Lloris                                         |
| 11-10-2014                                                             | Saint-Denis                                                            | Francia                                                                | 2 – 1                                                                  | Portogallo                                                             | Amichevole                                                             | Karim Benzema Paul Pogba                                                                     | All:D. Deschamps Cap:B. Matuidi                                        |
| 14-10-2014                                                             | Erevan                                                                 | Armenia                                                                | 0 – 3                                                                  | Francia                                                                | Amichevole                                                             | Loïc Rémy André-Pierre Gignac Antoine Griezmann                                              | All:D. Deschamps Cap:B. Matuidi                                        |
| 14-11-2014                                                             | Rennes                                                                 | Francia                                                                | 1 – 1                                                                  | Albania                                                                | Amichevole                                                             | Antoine Griezmann                                                                            | All:D. Deschamps Cap:H. Lloris                                         |
| 18-11-2014                                                             | Marsiglia                                                              | Francia                                                                | 1 – 0                                                                  | Svezia                                                                 | Amichevole                                                             | Raphaël Varane                                                                               | All:D. Deschamps Cap:R. Varane                                         |
| 26-3-2015                                                              | Saint-Denis                                                            | Francia                                                                | 1 – 3                                                                  | Brasile                                                                | Amichevole                                                             | Raphaël Varane                                                                               | All:D. Deschamps Cap:K. Benzema                                        |
| 29-3-2015                                                              | Saint-Étienne                                                          | Francia                                                                | 2 – 0                                                                  | Danimarca                                                              | Amichevole                                                             | Alexandre Lacazette Olivier Giroud                                                           | All:D. Deschamps Cap:R. Varane                                         |
| 7-6-2015                                                               | Saint-Denis                                                            | Francia                                                                | 3 – 4                                                                  | Belgio                                                                 | Amichevole                                                             | Mathieu Valbuena Nabil Fekir Dimitri Payet                                                   | All:D. Deschamps Cap:H. Lloris                                         |
| 13-6-2015                                                              | Elbasan                                                                | Albania                                                                | 1 – 0                                                                  | Francia                                                                | Amichevole                                                             | -                                                                                            | All:D. Deschamps Cap:H. Lloris                                         |
| 4-9-2015                                                               | Lisbona                                                                | Portogallo                                                             | 0 – 1                                                                  | Francia                                                                | Amichevole                                                             | Mathieu Valbuena                                                                             | All:D. Deschamps Cap:B. Matuidi                                        |
| 7-9-2015                                                               | Bordeaux                                                               | Francia                                                                | 2 – 1                                                                  | Serbia                                                                 | Amichevole                                                             | 2 Blaise Matuidi                                                                             | All:D. Deschamps Cap:H. Lloris                                         |
| 8-10-2015                                                              | Nizza                                                                  | Francia                                                                | 4 – 0                                                                  | Armenia                                                                | Amichevole                                                             | Antoine Griezmann Yohan Cabaye 2 Karim Benzema                                               | All:D. Deschamps Cap:H. Lloris                                         |
| 11-10-2015                                                             | Copenaghen                                                             | Danimarca                                                              | 1 – 2                                                                  | Francia                                                                | Amichevole                                                             | 2 Olivier Giroud                                                                             | All:D. Deschamps Cap:R. Varane                                         |
| 13-11-2015                                                             | Saint-Denis                                                            | Francia                                                                | 2 – 0                                                                  | Germania                                                               | Amichevole                                                             | Olivier Giroud André-Pierre Gignac                                                           | All:D. Deschamps Cap:H. Lloris                                         |
| 17-11-2015                                                             | Londra                                                                 | Inghilterra                                                            | 2 – 0                                                                  | Francia                                                                | Amichevole                                                             | -                                                                                            | All:D. Deschamps Cap:H. Lloris                                         |
| 25-3-2016                                                              | Amsterdam                                                              | Paesi Bassi                                                            | 2 – 3                                                                  | Francia                                                                | Amichevole                                                             | Antoine Griezmann Olivier Giroud Blaise Matuidi                                              | All:D. Deschamps Cap:B. Matuidi                                        |
| 29-3-2016                                                              | Saint-Denis                                                            | Francia                                                                | 4 – 2                                                                  | Russia                                                                 | Amichevole                                                             | N'Golo Kanté André-Pierre Gignac Dimitri Payet Kingsley Coman                                | All:D. Deschamps Cap:H. Lloris                                         |
| 30-5-2016                                                              | Nantes                                                                 | Francia                                                                | 3 – 2                                                                  | Camerun                                                                | Amichevole                                                             | Blaise Matuidi Olivier Giroud Dimitri Payet                                                  | All:D. Deschamps Cap:H. Lloris                                         |
| 4-6-2016                                                               | Metz                                                                   | Francia                                                                | 3 – 0                                                                  | Scozia                                                                 | Amichevole                                                             | 2 Olivier Giroud Laurent Koscielny                                                           | All:D. Deschamps Cap:H. Lloris                                         |
| 10-6-2016                                                              | Saint-Denis                                                            | Francia                                                                | 2 – 1                                                                  | Romania                                                                | Euro 2016 - 1º Turno                                                   | Dimitri Payet Olivier Giroud                                                                 | All:D. Deschamps Cap:H. Lloris                                         |
| 15-6-2016                                                              | Marsiglia                                                              | Francia                                                                | 2 – 0                                                                  | Albania                                                                | Euro 2016 - 1º Turno                                                   | Antoine Griezmann Dimitri Payet                                                              | All:D. Deschamps Cap:H. Lloris                                         |
| 19-6-2016                                                              | Lilla                                                                  | Svizzera                                                               | 0 – 0                                                                  | Francia                                                                | Euro 2016 - 1º Turno                                                   | -                                                                                            | All:D. Deschamps Cap:H. Lloris                                         |
| 26-6-2016                                                              | Lione                                                                  | Francia                                                                | 2 – 1                                                                  | Irlanda                                                                | Euro 2016 - Ottavi                                                     | 2 Antoine Griezmann                                                                          | All:D. Deschamps Cap:H. Lloris                                         |
| 3-7-2016                                                               | Saint-Denis                                                            | Francia                                                                | 5 – 2                                                                  | Islanda                                                                | Euro 2016 - Quarti                                                     | 2 Olivier Giroud Paul Pogba Dimitri Payet Antoine Griezmann                                  | All:D. Deschamps Cap:H. Lloris                                         |
| 7-7-2016                                                               | Marsiglia                                                              | Germania                                                               | 0 – 2                                                                  | Francia                                                                | Euro 2016 - Semifinale                                                 | 2 Antoine Griezmann                                                                          | All:D. Deschamps Cap:H. Lloris                                         |
| 10-7-2016                                                              | Saint-Denis                                                            | Portogallo                                                             | 1 – 0 dts                                                              | Francia                                                                | Euro 2016 - Finale                                                     | -                                                                                            | All:D. Deschamps Cap:H. Lloris                                         |
| 1-9-2016                                                               | Bari                                                                   | Italia                                                                 | 1 – 3                                                                  | Francia                                                                | Amichevole                                                             | Anthony Martial Olivier Giroud Layvin Kurzawa                                                | All:D. Deschamps Cap:R. Varane                                         |
| 6-9-2016                                                               | Barysaŭ                                                                | Bielorussia                                                            | 0 – 0                                                                  | Francia                                                                | Qual. Mondiali 2018                                                    | -                                                                                            | All:D. Deschamps Cap:R. Varane                                         |
| 7-10-2016                                                              | Saint-Denis                                                            | Francia                                                                | 4 – 1                                                                  | Bulgaria                                                               | Qual. Mondiali 2018                                                    | 2 Kevin Gameiro Dimitri Payet Antoine Griezmann                                              | All:D. Deschamps Cap:H. Lloris                                         |
| 10-10-2016                                                             | Amsterdam                                                              | Paesi Bassi                                                            | 0 – 1                                                                  | Francia                                                                | Qual. Mondiali 2018                                                    | Paul Pogba                                                                                   | All:D. Deschamps Cap:H. Lloris                                         |
| 11-11-2016                                                             | Saint-Denis                                                            | Francia                                                                | 2 – 1                                                                  | Svezia                                                                 | Qual. Mondiali 2018                                                    | Paul Pogba Dimitri Payet                                                                     | All:D. Deschamps Cap:H. Lloris                                         |
| 15-11-2016                                                             | Lens                                                                   | Francia                                                                | 0 – 0                                                                  | Costa d'Avorio                                                         | Amichevole                                                             | -                                                                                            | All:D. Deschamps Cap:R. Varane                                         |
| 25-3-2017                                                              | Lussemburgo                                                            | Lussemburgo                                                            | 1 – 3                                                                  | Francia                                                                | Qual. Mondiali 2018                                                    | 2 Olivier Giroud Antoine Griezmann                                                           | All:D. Deschamps Cap:H. Lloris                                         |
| 28-3-2017                                                              | Saint-Denis                                                            | Francia                                                                | 0 – 2                                                                  | Spagna                                                                 | Amichevole                                                             | -                                                                                            | All:D. Deschamps Cap:H. Lloris                                         |
| 2-6-2017                                                               | Rennes                                                                 | Francia                                                                | 5 – 0                                                                  | Paraguay                                                               | Amichevole                                                             | 3 Olivier Giroud Moussa Sissoko Antoine Griezmann                                            | All:D. Deschamps Cap:H. Lloris                                         |
| 9-6-2017                                                               | Solna                                                                  | Svezia                                                                 | 2 – 1                                                                  | Francia                                                                | Qual. Mondiali 2018                                                    | Olivier Giroud                                                                               | All:D. Deschamps Cap:H. Lloris                                         |
| 13-6-2017                                                              | Saint-Denis                                                            | Francia                                                                | 3 – 2                                                                  | Inghilterra                                                            | Amichevole                                                             | Samuel Umtiti Djibril Sidibé Ousmane Dembélé                                                 | All:D. Deschamps Cap:H. Lloris                                         |
| 31-8-2017                                                              | Saint-Denis                                                            | Francia                                                                | 4 – 0                                                                  | Paesi Bassi                                                            | Qual. Mondiali 2018                                                    | Antoine Griezmann 2 Thomas Lemar Kylian Mbappé                                               | All:D. Deschamps Cap:H. Lloris                                         |
| 3-9-2017                                                               | Tolosa                                                                 | Francia                                                                | 0 – 0                                                                  | Lussemburgo                                                            | Qual. Mondiali 2018                                                    | -                                                                                            | All:D. Deschamps Cap:H. Lloris                                         |
| 7-10-2017                                                              | Sofia                                                                  | Bulgaria                                                               | 0 – 1                                                                  | Francia                                                                | Qual. Mondiali 2018                                                    | Blaise Matuidi                                                                               | All:D. Deschamps Cap:H. Lloris                                         |
| 10-10-2017                                                             | Saint-Denis                                                            | Francia                                                                | 2 – 1                                                                  | Bielorussia                                                            | Qual. Mondiali 2018                                                    | Antoine Griezmann Olivier Giroud                                                             | All:D. Deschamps Cap:H. Lloris                                         |
| 10-11-2017                                                             | Saint-Denis                                                            | Francia                                                                | 2 – 0                                                                  | Galles                                                                 | Amichevole                                                             | Antoine Griezmann Olivier Giroud                                                             | All:D. Deschamps Cap:B. Matuidi                                        |
| 14-11-2017                                                             | Colonia                                                                | Germania                                                               | 2 – 2                                                                  | Francia                                                                | Amichevole                                                             | 2 Alexandre Lacazette                                                                        | All:D. Deschamps Cap:R. Varane                                         |
| 23-3-2018                                                              | Saint-Denis                                                            | Francia                                                                | 2 – 3                                                                  | Colombia                                                               | Amichevole                                                             | Olivier Giroud Thomas Lemar                                                                  | All:D. Deschamps Cap:H. Lloris                                         |
| 27-3-2018                                                              | San Pietroburgo                                                        | Russia                                                                 | 1 – 3                                                                  | Francia                                                                | Amichevole                                                             | 2 Kylian Mbappé Paul Pogba                                                                   | All:D. Deschamps Cap:H. Lloris                                         |
| 28-5-2018                                                              | Saint-Denis                                                            | Francia                                                                | 2 – 0                                                                  | Irlanda                                                                | Amichevole                                                             | Olivier Giroud Nabil Fekir                                                                   | All:D. Deschamps Cap:B. Matuidi                                        |
| 1-6-2018                                                               | Nizza                                                                  | Francia                                                                | 3 – 1                                                                  | Italia                                                                 | Amichevole                                                             | Samuel Umtiti Antoine Griezmann Ousmane Dembélé                                              | All:D. Deschamps Cap:H. Lloris                                         |
| 9-6-2018                                                               | Lione                                                                  | Francia                                                                | 1 – 1                                                                  | Stati Uniti                                                            | Amichevole                                                             | Kylian Mbappé                                                                                | All:D. Deschamps Cap:H. Lloris                                         |
| 16-6-2018                                                              | Kazan'                                                                 | Francia                                                                | 2 – 1                                                                  | Australia                                                              | Mondiali 2018 - 1º Turno                                               | Antoine Griezmann autorete                                                                   | All:D. Deschamps Cap:H. Lloris                                         |
| 21-6-2018                                                              | Ekaterinburg                                                           | Francia                                                                | 1 – 0                                                                  | Perù                                                                   | Mondiali 2018 - 1º Turno                                               | Kylian Mbappé                                                                                | All:D. Deschamps Cap:H. Lloris                                         |
| 26-6-2018                                                              | Mosca                                                                  | Danimarca                                                              | 0 – 0                                                                  | Francia                                                                | Mondiali 2018 - 1º Turno                                               | -                                                                                            | All:D. Deschamps Cap:R. Varane                                         |
| 30-6-2018                                                              | Kazan'                                                                 | Francia                                                                | 4 – 3                                                                  | Argentina                                                              | Mondiali 2018 - Ottavi                                                 | Antoine Griezmann Benjamin Pavard 2 Kylian Mbappé                                            | All:D. Deschamps Cap:H. Lloris                                         |
| 6-7-2018                                                               | Nižnij Novgorod                                                        | Uruguay                                                                | 0 – 2                                                                  | Francia                                                                | Mondiali 2018 - Quarti                                                 | Raphaël Varane Antoine Griezmann                                                             | All:D. Deschamps Cap:H. Lloris                                         |
| 10-7-2018                                                              | San Pietroburgo                                                        | Francia                                                                | 1 – 0                                                                  | Belgio                                                                 | Mondiali 2018 - Semifinale                                             | Samuel Umtiti                                                                                | All:D. Deschamps Cap:H. Lloris                                         |
| 15-7-2018                                                              | Mosca                                                                  | Francia                                                                | 4 – 2                                                                  | Croazia                                                                | Mondiali 2018 - Finale                                                 | autorete Antoine Griezmann Paul Pogba Kylian Mbappé                                          | 2º Titolo Mondiale All:D. Deschamps Cap:H. Lloris                      |
| 6-9-2018                                                               | Monaco di Baviera                                                      | Germania                                                               | 0 – 0                                                                  | Francia                                                                | Nations League - 1º Turno                                              | -                                                                                            | All:D. Deschamps Cap:R. Varane                                         |
| 9-9-2018                                                               | Saint-Denis                                                            | Francia                                                                | 2 – 1                                                                  | Paesi Bassi                                                            | Nations League - 1º Turno                                              | Kylian Mbappé Olivier Giroud                                                                 | All:D. Deschamps Cap:R. Varane                                         |
| 11-10-2018                                                             | Guingamp                                                               | Francia                                                                | 2 – 2                                                                  | Islanda                                                                | Amichevole                                                             | autorete Kylian Mbappé                                                                       | All:D. Deschamps Cap:H. Lloris                                         |
| 16-10-2018                                                             | Saint-Denis                                                            | Francia                                                                | 2 – 1                                                                  | Germania                                                               | Nations League - 1º Turno                                              | 2 Antoine Griezmann                                                                          | All:D. Deschamps Cap:H. Lloris                                         |
| 16-11-2018                                                             | Rotterdam                                                              | Paesi Bassi                                                            | 2 – 0                                                                  | Francia                                                                | Nations League - 1º Turno                                              | -                                                                                            | All:D. Deschamps Cap:H. Lloris                                         |
| 20-11-2018                                                             | Saint-Denis                                                            | Francia                                                                | 1 – 0                                                                  | Uruguay                                                                | Amichevole                                                             | Olivier Giroud                                                                               | All:D. Deschamps Cap:H. Lloris                                         |
| 22-3-2019                                                              | Chișinău                                                               | Moldavia                                                               | 1 – 4                                                                  | Francia                                                                | Qual. Euro 2020                                                        | Antoine Griezmann Raphaël Varane Olivier Giroud Kylian Mbappé                                | All:D. Deschamps Cap:H. Lloris                                         |
| 25-3-2019                                                              | Saint-Denis                                                            | Francia                                                                | 4 – 0                                                                  | Islanda                                                                | Qual. Euro 2020                                                        | Samuel Umtiti Olivier Giroud Kylian Mbappé Antoine Griezmann                                 | All:D. Deschamps Cap:H. Lloris                                         |
| 2-6-2019                                                               | Nantes                                                                 | Francia                                                                | 2 – 0                                                                  | Bolivia                                                                | Amichevole                                                             | Thomas Lemar Antoine Griezmann                                                               | All:D. Deschamps Cap:R. Varane                                         |
| 8-6-2019                                                               | Konya                                                                  | Turchia                                                                | 2 – 0                                                                  | Francia                                                                | Qual. Euro 2020                                                        | -                                                                                            | All:D. Deschamps Cap:H. Lloris                                         |
| 11-6-2019                                                              | Andorra la Vella                                                       | Andorra                                                                | 0 – 4                                                                  | Francia                                                                | Qual. Euro 2020                                                        | Kylian Mbappé Wissam Ben Yedder Florian Thauvin Kurt Zouma                                   | All:D. Deschamps Cap:H. Lloris                                         |
| 7-9-2019                                                               | Saint-Denis                                                            | Francia                                                                | 4 – 1                                                                  | Albania                                                                | Qual. Euro 2020                                                        | 2 Kingsley Coman Olivier Giroud Jonathan Ikoné                                               | All:D. Deschamps Cap:H. Lloris                                         |
| 10-9-2019                                                              | Saint-Denis                                                            | Francia                                                                | 3 – 0                                                                  | Andorra                                                                | Qual. Euro 2020                                                        | Kingsley Coman Clément Lenglet Wissam Ben Yedder                                             | All:D. Deschamps Cap:H. Lloris                                         |
| 11-10-2019                                                             | Reykjavík                                                              | Islanda                                                                | 0 – 1                                                                  | Francia                                                                | Qual. Euro 2020                                                        | Olivier Giroud                                                                               | All:D. Deschamps Cap:R. Varane                                         |
| 14-10-2019                                                             | Saint-Denis                                                            | Francia                                                                | 1 – 1                                                                  | Turchia                                                                | Qual. Euro 2020                                                        | Olivier Giroud                                                                               | All:D. Deschamps Cap:R. Varane                                         |
| 14-11-2019                                                             | Saint-Denis                                                            | Francia                                                                | 2 – 1                                                                  | Moldavia                                                               | Qual. Euro 2020                                                        | Raphaël Varane Olivier Giroud                                                                | All:D. Deschamps Cap:R. Varane                                         |
| 17-11-2019                                                             | Tirana                                                                 | Albania                                                                | 0 – 2                                                                  | Francia                                                                | Qual. Euro 2020                                                        | Corentin Tolisso Antoine Griezmann                                                           | All:D. Deschamps Cap:R. Varane                                         |
| 5-9-2020                                                               | Solna                                                                  | Svezia                                                                 | 0 – 1                                                                  | Francia                                                                | Nations League - 1º Turno                                              | Kylian Mbappé                                                                                | All:D. Deschamps Cap:H. Lloris                                         |
| 8-9-2020                                                               | Saint-Denis                                                            | Francia                                                                | 4 – 2                                                                  | Croazia                                                                | Nations League - 1º Turno                                              | Antoine Griezmann autorete Dayot Upamecano Olivier Giroud                                    | All:D. Deschamps Cap:H. Lloris                                         |
| 7-10-2020                                                              | Saint-Denis                                                            | Francia                                                                | 7 – 1                                                                  | Ucraina                                                                | Amichevole                                                             | Eduardo Camavinga 2 Olivier Giroud autorete Corentin Tolisso Kylian Mbappé Antoine Griezmann | All:D. Deschamps Cap:O. Giroud                                         |
| 11-10-2020                                                             | Saint-Denis                                                            | Francia                                                                | 0 – 0                                                                  | Portogallo                                                             | Nations League - 1º Turno                                              | -                                                                                            | All:D. Deschamps Cap:H. Lloris                                         |
| 14-10-2020                                                             | Zagabria                                                               | Croazia                                                                | 1 – 2                                                                  | Francia                                                                | Nations League - 1º Turno                                              | Antoine Griezmann Kylian Mbappé                                                              | All:D. Deschamps Cap:H. Lloris                                         |
| 11-11-2020                                                             | Saint-Denis                                                            | Francia                                                                | 0 – 2                                                                  | Finlandia                                                              | Amichevole                                                             | -                                                                                            | All:D. Deschamps Cap:S. Mandanda                                       |
| 14-11-2020                                                             | Lisbona                                                                | Portogallo                                                             | 0 – 1                                                                  | Francia                                                                | Nations League - 1º Turno                                              | N'Golo Kanté                                                                                 | All:D. Deschamps Cap:H. Lloris                                         |
| 17-11-2020                                                             | Saint-Denis                                                            | Francia                                                                | 4 – 2                                                                  | Svezia                                                                 | Nations League - 1º Turno                                              | 2 Olivier Giroud Benjamin Pavard Kingsley Coman                                              | All:D. Deschamps Cap:H. Lloris                                         |
| Totale                                                                 |                                                                        | Presenze                                                               | 119                                                                    |                                                                        | Reti                                                                   | 226                                                                                          |                                                                        |

## Partite dal 2021 al 2030
| Cronologia completa delle presenze e delle reti in nazionale ― Francia | Cronologia completa delle presenze e delle reti in nazionale ― Francia | Cronologia completa delle presenze e delle reti in nazionale ― Francia | Cronologia completa delle presenze e delle reti in nazionale ― Francia | Cronologia completa delle presenze e delle reti in nazionale ― Francia | Cronologia completa delle presenze e delle reti in nazionale ― Francia | Cronologia completa delle presenze e delle reti in nazionale ― Francia                                                                                    | Cronologia completa delle presenze e delle reti in nazionale ― Francia |
| Data                                                                   | Città                                                                  | In casa                                                                | Risultato                                                              | Ospiti                                                                 | Competizione                                                           | Reti | Note                                                                   |
| ---------------------------------------------------------------------- | ---------------------------------------------------------------------- | ---------------------------------------------------------------------- | ---------------------------------------------------------------------- | ---------------------------------------------------------------------- | ---------------------------------------------------------------------- | --- | ---------------------------------------------------------------------- |
| 24-3-2021                                                              | Saint-Denis                                                            | Francia                                                                | 1 – 1                                                                  | Ucraina                                                                | Qual. Mondiali 2022                                                    | Antoine Griezmann | All:D. Deschamps Cap:H. Lloris                                         |
| 28-3-2021                                                              | Astana                                                                 | Kazakistan                                                             | 0 – 2                                                                  | Francia                                                                | Qual. Mondiali 2022                                                    | Ousmane Dembélé autorete | All:D. Deschamps Cap:H. Lloris                                         |
| 31-3-2021                                                              | Sarajevo                                                               | Bosnia ed Erzegovina                                                   | 0 – 1                                                                  | Francia                                                                | Qual. Mondiali 2022                                                    | Antoine Griezmann | All:D. Deschamps Cap:H. Lloris                                         |
| 2-6-2021                                                               | Nizza                                                                  | Francia                                                                | 3 – 0                                                                  | Galles                                                                 | Amichevole                                                             | Kylian Mbappé Antoine Griezmann Ousmane Dembélé | All:D. Deschamps Cap:H. Lloris                                         |
| 8-6-2021                                                               | Saint-Denis                                                            | Francia                                                                | 3 – 0                                                                  | Bulgaria                                                               | Amichevole                                                             | Antoine Griezmann 2 Olivier Giroud | All:D. Deschamps Cap:H. Lloris                                         |
| 15-6-2021                                                              | Monaco di Baviera                                                      | Francia                                                                | 1 – 0                                                                  | Germania                                                               | Euro 2020 - 1º Turno                                                   | autorete | All:D. Deschamps Cap:H. Lloris                                         |
| 19-6-2021                                                              | Budapest                                                               | Ungheria                                                               | 1 – 1                                                                  | Francia                                                                | Euro 2020 - 1º Turno                                                   | Antoine Griezmann | All:D. Deschamps Cap:H. Lloris                                         |
| 23-6-2021                                                              | Budapest                                                               | Portogallo                                                             | 2 – 2                                                                  | Francia                                                                | Euro 2020 - 1º Turno                                                   | 2 Karim Benzema | All:D. Deschamps Cap:H. Lloris                                         |
| 28-6-2021                                                              | Bucarest                                                               | Francia                                                                | 3 – 3 dts (4-5 dtr)                                                    | Svizzera                                                               | Euro 2020 - Ottavi                                                     | 2 Karim Benzema Paul Pogba | All:D. Deschamps Cap:H. Lloris                                         |
| 1-9-2021                                                               | Strasburgo                                                             | Francia                                                                | 1 – 1                                                                  | Bosnia ed Erzegovina                                                   | Qual. Mondiali 2022                                                    | Antoine Griezmann | All:D. Deschamps Cap:H. Lloris                                         |
| 4-9-2021                                                               | Kiev                                                                   | Ucraina                                                                | 1 – 1                                                                  | Francia                                                                | Qual. Mondiali 2022                                                    | Anthony Martial | All:D. Deschamps Cap:H. Lloris                                         |
| 7-9-2021                                                               | Lione                                                                  | Francia                                                                | 2 – 0                                                                  | Finlandia                                                              | Qual. Mondiali 2022                                                    | 2 Antoine Griezmann | All:D. Deschamps Cap:H. Lloris                                         |
| 7-10-2021                                                              | Torino                                                                 | Belgio                                                                 | 2 – 3                                                                  | Francia                                                                | Nations League - Semifinale                                            | Karim Benzema Kylian Mbappé Theo Hernández | All:D. Deschamps Cap:H. Lloris                                         |
| 10-10-2021                                                             | Milano                                                                 | Spagna                                                                 | 1 – 2                                                                  | Francia                                                                | Nations League - Finale                                                | Karim Benzema Kylian Mbappé | All:D. Deschamps Cap:H. Lloris                                         |
| 13-11-2021                                                             | Parigi                                                                 | Francia                                                                | 8 – 0                                                                  | Kazakistan                                                             | Qual. Mondiali 2022                                                    | 4 Kylian Mbappé 2 Karim Benzema Adrien Rabiot Antoine Griezmann                                                                                           | All:D. Deschamps Cap:H. Lloris                                         |
| 16-11-2021                                                             | Helsinki                                                               | Finlandia                                                              | 0 – 2                                                                  | Francia                                                                | Qual. Mondiali 2022                                                    | Karim Benzema Kylian Mbappé | All:D. Deschamps Cap:H. Lloris                                         |
| 25-3-2022                                                              | Marsiglia                                                              | Francia                                                                | 2 – 1                                                                  | Costa d'Avorio                                                         | Amichevole                                                             | Antoine Griezmann | All:D. Deschamps Cap:H. Lloris                                         |
| 29-3-2022                                                              | Lilla                                                                  | Francia                                                                | 5 – 0                                                                  | Sudafrica                                                              | Amichevole                                                             | 2 Kylian Mbappé Olivier Giroud Wissam Ben Yedder Mattéo Guendouzi                                                                                         | All:D. Deschamps Cap:R. Varane                                         |
| 3-6-2022                                                               | Saint-Denis                                                            | Francia                                                                | 1 – 2                                                                  | Danimarca                                                              | Nations League - 1º Turno                                              | Karim Benzema | All:D. Deschamps Cap:H. Lloris                                         |
| 6-6-2022                                                               | Spalato                                                                | Croazia                                                                | 1 – 1                                                                  | Francia                                                                | Nations League - 1º Turno                                              | Adrien Rabiot | All:D. Deschamps Cap:P. Kimpembe                                       |
| 10-6-2022                                                              | Vienna                                                                 | Austria                                                                | 1 – 1                                                                  | Francia                                                                | Nations League - 1º Turno                                              | Kylian Mbappé | All:D. Deschamps Cap:H. Lloris                                         |
| 13-6-2022                                                              | Saint-Denis                                                            | Francia                                                                | 0 – 1                                                                  | Croazia                                                                | Nations League - 1º Turno                                              | - | All:D. Deschamps Cap:H. Lloris                                         |
| 22-9-2022                                                              | Saint-Denis                                                            | Francia                                                                | 2 – 0                                                                  | Austria                                                                | Nations League - 1º Turno                                              | Kylian Mbappé Olivier Giroud | All:D. Deschamps Cap:R. Varane                                         |
| 25-9-2022                                                              | Copenaghen                                                             | Danimarca                                                              | 2 – 0                                                                  | Francia                                                                | Nations League - 1º Turno                                              | - | All:D. Deschamps Cap:A. Griezmann                                      |
| 22-11-2022                                                             | Al Wakrah                                                              | Francia                                                                | 4 – 1                                                                  | Australia                                                              | Mondiali 2022 - 1º Turno                                               | Adrien Rabiot 2 Olivier Giroud Kylian Mbappé | All:D. Deschamps Cap:H. Lloris                                         |
| 26-11-2022                                                             | Doha                                                                   | Francia                                                                | 2 – 1                                                                  | Danimarca                                                              | Mondiali 2022 - 1º Turno                                               | 2 Kylian Mbappé | All:D. Deschamps Cap:H. Lloris                                         |
| 30-11-2022                                                             | Al Rayyan                                                              | Tunisia                                                                | 1 – 0                                                                  | Francia                                                                | Mondiali 2022 - 1º Turno                                               | - | All:D. Deschamps Cap:R. Varane                                         |
| 4-12-2022                                                              | Doha                                                                   | Francia                                                                | 3 – 1                                                                  | Polonia                                                                | Mondiali 2022 - Ottavi                                                 | Olivier Giroud 2 Kylian Mbappé | All:D. Deschamps Cap:H. Lloris                                         |
| 10-12-2022                                                             | Al Khawr                                                               | Inghilterra                                                            | 1 – 2                                                                  | Francia                                                                | Mondiali 2022 - Quarti                                                 | Aurélien Tchouaméni Olivier Giroud | All:D. Deschamps Cap:H. Lloris                                         |
| 14-12-2022                                                             | Al Khawr                                                               | Francia                                                                | 2 – 0                                                                  | Marocco                                                                | Mondiali 2022 - Semifinale                                             | Theo Hernández Randal Kolo Muani | All:D. Deschamps Cap:H. Lloris                                         |
| 18-12-2022                                                             | Lusail                                                                 | Argentina                                                              | 3 – 3 dts (4-2 dtr)                                                    | Francia                                                                | Mondiali 2022 - Finale                                                 | 3 Kylian Mbappé | All:D. Deschamps Cap:H. Lloris                                         |
| 24-3-2023                                                              | Saint-Denis                                                            | Francia                                                                | 4 – 0                                                                  | Paesi Bassi                                                            | Qual. Euro 2024                                                        | Antoine Griezmann Dayot Upamecano 2 Kylian Mbappé | All:D. Deschamps Cap:K. Mbappé                                         |
| 27-3-2023                                                              | Dublino                                                                | Irlanda                                                                | 0 – 1                                                                  | Francia                                                                | Qual. Euro 2024                                                        | Benjamin Pavard | All:D. Deschamps Cap:K. Mbappé                                         |
| 16-6-2023                                                              | Faro                                                                   | Gibilterra                                                             | 0 – 3                                                                  | Francia                                                                | Qual. Euro 2024                                                        | Olivier Giroud Kylian Mbappé autorete | All:D. Deschamps Cap:K. Mbappé                                         |
| 19-6-2023                                                              | Saint-Denis                                                            | Francia                                                                | 1 – 0                                                                  | Grecia                                                                 | Qual. Euro 2024                                                        | Kylian Mbappé | All:D. Deschamps Cap:K. Mbappé                                         |
| 7-9-2023                                                               | Parigi                                                                 | Francia                                                                | 2 – 0                                                                  | Irlanda                                                                | Qual. Euro 2024                                                        | Aurélien Tchouaméni Marcus Thuram | All:D. Deschamps Cap:K. Mbappé                                         |
| 12-9-2023                                                              | Dortmund                                                               | Germania                                                               | 2 – 1                                                                  | Francia                                                                | Amichevole                                                             | Antoine Griezmann | All:D. Deschamps Cap:A. Griezmann                                      |
| 13-10-2023                                                             | Amsterdam                                                              | Paesi Bassi                                                            | 1 – 2                                                                  | Francia                                                                | Qual. Euro 2024                                                        | 2 Kylian Mbappé | All:D. Deschamps Cap:K. Mbappé                                         |
| 17-10-2023                                                             | Lilla                                                                  | Francia                                                                | 4 – 1                                                                  | Scozia                                                                 | Amichevole                                                             | 2 Benjamin Pavard Kylian Mbappé Kingsley Coman | All:D. Deschamps Cap:K. Mbappé                                         |
| 18-11-2023                                                             | Nizza                                                                  | Francia                                                                | 14 – 0                                                                 | Gibilterra                                                             | Qual. Euro 2024                                                        | autorete Marcus Thuram Warren Zaïre-Emery 3 Kylian Mbappé Jonathan Clauss 2 Kingsley Coman Youssouf Fofana Adrien Rabiot Ousmane Dembélé 2 Olivier Giroud | All:D. Deschamps Cap:K. Mbappé                                         |
| 21-11-2023                                                             | Atene                                                                  | Grecia                                                                 | 2 – 2                                                                  | Francia                                                                | Qual. Euro 2024                                                        | Randal Kolo Muani Youssouf Fofana | All:D. Deschamps Cap:A. Griezmann                                      |
| 23-3-2024                                                              | Lione                                                                  | Francia                                                                | 0 – 2                                                                  | Germania                                                               | Amichevole                                                             | - | All:D. Deschamps Cap:K. Mbappé                                         |
| 26-3-2024                                                              | Marsiglia                                                              | Francia                                                                | 3 – 2                                                                  | Cile                                                                   | Amichevole                                                             | Youssouf Fofana Randal Kolo Muani Olivier Giroud | All:D. Deschamps Cap:K. Mbappé                                         |
| 5-6-2024                                                               | Metz                                                                   | Francia                                                                | 3 – 0                                                                  | Lussemburgo                                                            | Amichevole                                                             | Randal Kolo Muani Jonathan Clauss Kylian Mbappé | All:D. Deschamps Cap:K. Mbappé                                         |
| 9-6-2024                                                               | Bordeaux                                                               | Francia                                                                | 0 – 0                                                                  | Canada                                                                 | Amichevole                                                             | - | All:D. Deschamps Cap:O. Giroud                                         |
| 17-6-2024                                                              | Dusseldorf                                                             | Austria                                                                | 0 – 1                                                                  | Francia                                                                | Euro 2024 - 1º Turno                                                   | autorete | All:D. Deschamps Cap:K. Mbappé                                         |
| 21-6-2024                                                              | Lipsia                                                                 | Paesi Bassi                                                            | 0 – 0                                                                  | Francia                                                                | Euro 2024 - 1º Turno                                                   | - | All:D. Deschamps Cap:A. Griezmann                                      |
| 25-6-2024                                                              | Dortmund                                                               | Francia                                                                | 1 – 1                                                                  | Polonia                                                                | Euro 2024 - 1º Turno                                                   | Kylian Mbappé | All:D. Deschamps Cap:K. Mbappé                                         |
| 1-7-2024                                                               | Dusseldorf                                                             | Francia                                                                | 1 – 0                                                                  | Belgio                                                                 | Euro 2024 - Ottavi                                                     | autorete | All:D. Deschamps Cap:K. Mbappé                                         |
| 4-7-2024                                                               | Amburgo                                                                | Portogallo                                                             | 0 – 0 dts (3-5 dtr)                                                    | Francia                                                                | Euro 2024 - Quarti                                                     | - | All:D. Deschamps Cap:K. Mbappé                                         |
| 9-7-2024                                                               | Monaco di Baviera                                                      | Spagna                                                                 | 2 – 1                                                                  | Francia                                                                | Euro 2024 - Semifinale                                                 | Randal Kolo Muani | All:D. Deschamps Cap:K. Mbappé                                         |
| 6-9-2024                                                               | Parigi                                                                 | Francia                                                                | 1 – 3                                                                  | Italia                                                                 | Nations League - 1º Turno                                              | Bradley Barcola | All:D. Deschamps Cap:K. Mbappé                                         |
| 9-9-2024                                                               | Lione                                                                  | Francia                                                                | 2 – 0                                                                  | Belgio                                                                 | Nations League - 1º Turno                                              | Randal Kolo Muani Ousmane Dembélé | All:D. Deschamps Cap:N. Kanté                                          |
| 10-10-2024                                                             | Budapest                                                               | Israele                                                                | 1 – 4                                                                  | Francia                                                                | Nations League - 1º Turno                                              | Eduardo Camavinga Christopher Nkunku Mattéo Guendouzi Bradley Barcola                                                                                     | All:D. Deschamps Cap:A. Tchouaméni                                     |
| 14-10-2024                                                             | Bruxelles                                                              | Belgio                                                                 | 1 – 2                                                                  | Francia                                                                | Nations League - 1º Turno                                              | 2 Randal Kolo Muani | All:D. Deschamps Cap:A. Tchouaméni                                     |
| 14-11-2024                                                             | Saint-Denis                                                            | Francia                                                                | 0 – 0                                                                  | Israele                                                                | Nations League - 1º Turno                                              | - | All:D. Deschamps Cap:N. Kanté                                          |
| 17-11-2024                                                             | Milano                                                                 | Italia                                                                 | 1 – 3                                                                  | Francia                                                                | Nations League - 1º Turno                                              | 2 Adrien Rabiot autorete | All:D. Deschamps Cap:I. Konaté                                         |
| Totale                                                                 |                                                                        | Presenze                                                               | 50                                                                     |                                                                        | Reti                                                                   | 108 |                                                                        |